# Apostolska nunciatura v Svaziju
Apostolska nunciatura v Svaziju je diplomatsko prestavništvo (veleposlaništvo) Svetega sedeža v Svaziju.
Trenutni apostolski nuncij je James Patrick Green.

## Seznam apostolskih nuncijev
- Ambrose Battista De Paoli (17. april 1993–11. november 1997)
- Manuel Monteiro de Castro (2. februar 1998–1. marec 2000)
- Blasco Francisco Collaço (24. junij 2000–2006)
- James Patrick Green (23. september 2006–danes)